# Station Palaiseau
Palaiseau is een station gelegen in de Franse gemeente Palaiseau en het departement van Essonne

## Geschiedenis in jaartallen
- 29 juli 1854: Het station werd geopend
- 18 januari 1938: Het station werd onderdeel van de Ligne de Sceaux tussen Luxembourg en Limours
- 29 december 1977: Palaiseau werd onderdeel van RER B

## Het station
Langs Palaiseau rijden de treinen van het RER-netwerk (Lijn B). Het station ligt aan tak B4 en ligt voor Carte Orange gebruikers in zone 4. Station Palaiseau is eigendom van het Parijse vervoersbedrijf RATP en het telt twee sporen en twee perrons

## Overstapmogelijkheid
Er is een overstap mogelijk tussen RER en een aantal buslijnen
- Scientibus
  - twee buslijnen

- Noctilien
  - één buslijn

## Vorig en volgend station
| Richting                    | Vorig station        | Lijn  | Volgend station | Richting                                             |
| --------------------------- | -------------------- | ----- | --------------- | ---------------------------------------------------- |
| Saint-Rémy-lès-Chevreuse B4 | Palaiseau - Villebon | RER B | Massy-Palaiseau | Aéroport Charles de Gaulle 2 TGV B3 Mitry - Claye B5 |